# 中央歌剧院

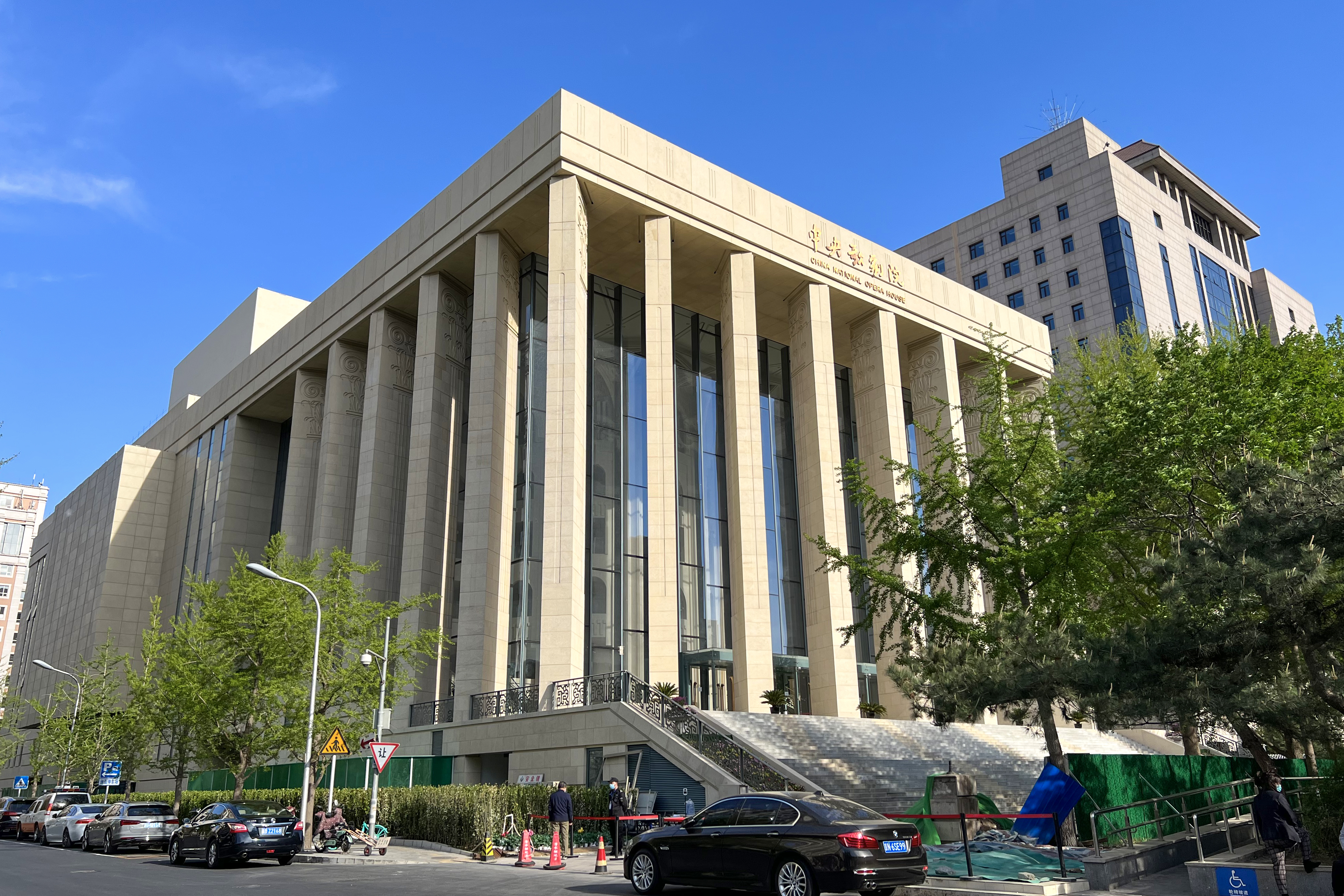
中央歌剧院剧场（2022年4月摄）

中央歌剧院，位于北京市东城区朝阳门外东中街115号，是隶属中华人民共和国文化和旅游部的国家歌剧院。

## 历史
1964年分院前的中央歌剧舞剧院的历史有两条线。一条线是：延安鲁迅艺术学院（1938年。1940年更名为鲁迅艺术文学院）、中央党校文艺工作研究室和延安中央管弦乐团、晋冀鲁豫人民文工团（1946年）、华北人民文工团（1947年）、北京人民艺术剧院（1950年）。另一条线是：华北联合大学文艺部（1939年。1941年更名为华北联合大学文艺学院）、华北联合大学文工团（1946年）、华北大学文艺工作团（1948年）、中央戏剧学院（1950年）。
中华人民共和国初期，1951年6月中央人民政府文化部在北京举行全国文工团工作会议，在全中国开始专业文艺院团的调整与部署工作，规定了全国各类文工团的分工，决定在中央、各大行政区、大城市分别设立专业化的剧院和剧团。1952年12月，中央人民政府文化部发出《关于整顿和加强全国剧团工作的指示》称：“今后国营歌剧团、话剧团应改变其以往文工团综合性宣传队的性质，成为专业化剧团。逐步建设剧场艺术。”
1950年1月1日元旦，北京人民艺术剧院成立，这是一家综合性质的国家剧院，创作演出歌剧、舞剧、话剧、音乐舞蹈节目，李伯钊任院长。1952年春，北京人民艺术剧院的歌剧团、民族歌舞团、管弦乐团与中央戏剧学院的歌剧团、舞蹈团、管弦乐团以及两个单位的演出部门、行政部门合并成立“中央戏剧学院附属歌舞剧院”。1953年，将中央戏剧学院附属歌舞剧院从中央戏剧学院建制中独立出来，成立中国首家专业化、正规化国家级歌剧团体“中央实验歌剧院”。1958年更名为“中央歌剧舞剧院”。1964年，为解决音乐界的“土洋之争”，按照周恩来提出的“先分后合”精神，从中央歌剧舞剧院分出一部分组建“中国歌剧舞剧院”，其余主体部分仍称“中央歌剧舞剧院”。1979年，中央歌剧舞剧院改称中央歌剧院。
文革期间，该院和全国其他歌剧院团一样受到破坏。粉碎“四人帮”后，中央歌剧院建制和创演活动全面恢复。
2009年，中央歌剧院首次推出国际歌剧季。
位于东二环东侧、文旅部朝阳门办公区北侧的中央歌剧院新剧场2010年开工建设，2022年3月建成。

## 剧目
中央歌剧院建院以来，先后在中国首演、上演了大量世界歌剧经典剧目，包括莫扎特的《费加罗的婚礼》，罗西尼的《塞维利亚理发师》，威尔第的《茶花女》、《弄臣》、《阿依达》、《奥赛罗》，瓦格纳的《汤霍塞》，比才的《卡门》，柴科夫斯基的《叶甫根尼·奥涅金》，奥芬巴赫的《霍夫曼的故事》，普契尼的《艺术家的生涯》、《蝴蝶夫人》、《詹尼·斯基奇》、《图兰朵》，玛斯卡尼的《乡村骑士》，小约翰·施特劳斯的《蝙蝠》，阿塞拜疆作曲家乌杰尔·加吉别科夫的《货郎与小姐》等等。

## 历任院长
- 李伯钊（1950年—1952年，北京人民艺术剧院院长）
- 李伯钊（1952年—1953年，中央戏剧学院附属歌舞剧院院长）
- 周巍峙（1953年—1955年，中央实验歌剧院院长）
- 卢肃（1955年—1958年，中央实验歌剧院院长）
- 卢肃（1958年—1963年，中央歌剧舞剧院院长）
- 赵沨（1963年—？，中央歌剧舞剧院院长）
- 马可（？—？，中央歌剧舞剧院院长）
- 李凌（？—1978年，中央歌剧舞剧院院长）
- 刘莲池（1978年3月—1988年）
- 王世光（1988年11月—2000年）
- 陈燮阳（2000年—2002年）
- 刘锡津（2002年—2009年2月）[6]
- 俞峰（2009年2月—2016年2月）[1]
- 刘云志（2018年10月至今）